# Черемісін Олексій Володимирович
Олексій Володимирович Черемісін (нар. 4 січня 1991, Київ, УРСР) — український футболіст, півзахисник чеського клубу «Славой».

## Клубна кар'єра
Народився в Києві. Почав свою кар'єру в Києві, граючи за молодший склад «Динамо». Футболом починав займатися в динамівській ДЮФШ на Нивках. Першими наставниками стали дитячі тренери Леонідов та Островський. Пройшовши всі щаблі підготовки дитячо-юнацького футболу київського «Динамо», в липні 2008 року перейшов у дублюючу команду. Дебютував 16.07.2008 у матчі молодіжних команд «Динамо» — «Іллічівець» — 0:0. Проте не зумів привернути увагу тренерів першої команди.
У 2009 році перейшов у ФК «Оболонь», а в 2011 році дебютував за основний склад клубу. В українській Прем'єр-лізі дебютував 6 листопада 2011 року в поєдинку «Оболонь» — «Шахтар» — 0:2.
У 2013 році провів сім ігор за ФК «Олімпік» (Донецьк), після чого контракт з гравцем не був продовжений, і він покинув клуб. 4 липня 2013 дебютував за «Оболонь-Бровар» у другій лізі. Влітку 2014 року перейшов у кіровоградську «Зірку».
З 2015 року виступає за чеський клуб «Славой».

## Кар'єра в збірній
Виклаикався тренером Павлом Яковенком до молодіжної збірної України для участі на Кубок Співдружності 2012 року.